# São Francisco do Glória
São Francisco do Glória est une municipalité brésilienne de l'État du Minas Gerais et la microrégion de Muriaé.